# Guy Mafuta Kabongo
Guy Mafuta Kabongo, né le 28 octobre 1978 à Kinshasa, en république démocratique du Congo, est un homme politique congolais. Il est député national élu de la province du Kasaï et de la circonscription de Tshikapa. Guy Mafuta Kabongo est avocat d’affaires et mandataire en mines et carrières ainsi que de mandataire en propriété industrielle. Il est aussi président du club de football Atletico Club Dibumba (AC Dibumba).

## Biographie

### Jeunesse et étude
Né le 28 octobre 1978 à Kinshasa, il est détenteur d’une licence en droit de l’université de Kinshasa, option droit économique et social.

### Parcours
Il est membre depuis 2005 du Parti du peuple pour la reconstruction et la démocratie (PPRD), parti de l’ancien président de la république Joseph Kabila. Il a été conseiller juridique du secrétariat général du parti.
À partir de 2007 jusqu’à 2016, il est nommé au sein du ministère de l'Enseignement primaire, secondaire et professionnel comme assistant du ministre, dirigé à l’époque par Maker Mwangu.
En 2011, étant membre du gouvernement il dirige l’étude du projet d’assurance-maladie pour les enseignants du secteur public, le projet qui a donné naissance à la mutuelle de santé des enseignants du ministère (MESP) dont il est président du conseil d’administration pendant 7 ans.
En 2018, il est élu député national de la circonscription de Tshikapa dans la province du Kasaï au terme des élections législatives de 2018 avec l'étiquette du PPRD.
En novembre 2019, Guy Mafuta en sa qualité de député national dépose au bureau de l’Assemblée nationale deux propositions de loi. La première porte sur la loi déterminant les principes fondamentaux relatifs à l’exercice de droit de grève, et la seconde sur la création, l’organisation et fonctionnement du juge du contentieux de l’exécution ou juge de l’urgence.
En janvier 2021, après rupture de la coalition entre le Front commun pour le Congo (FCC) et la Cap pour le changement (en) (CACH), Guy Mafuta, adhère individuellement avec les 41 députés du PPRD à l'Union sacrée de la nation (USN), une nouvelle coalition politique du président Félix Tshisekedi.
En avril 2021, il dépose au bureau l'Assemblée nationale une proposition de loi portant protection et sécurisation des infrastructures et du personnel des établissements de l'enseignement national.

## Vie privée
Guy Mafuta est marié et père de 3 enfants.

## Football
Guy Mafuta est président du club de football Atletico Club Dibumba (AC Dibumba) depuis 2009, le club est situé au Kasaï-Occidental et évolue à la ligue nationale de football division 2 après deux saisons pleines en division 1.